# TortoiseHg
TortoiseHg — бесплатный графический интерфейс для системы контроля версий Mercurial, распространяемый по лицензии GPLv2.
Приложение позволяет управлять файлами и папками во времени, используя распределённую систему репозиториев. В приложение интегрирована утилита визуального сравнения версий. Приложение имеет диалоговое окно фиксации изменений и отображает граф изменений, таким образом можно просматривать старые версии файлов и изучать историю их изменений.
TortoiseHg — это одно из линейки приложений TortoiseSVN, TortoiseGit, TortoiseCVS, TortoiseBzr.
Использование пакета доступно как через диалоговые окна, так и через командную строку, путём прямого указывая команд Mercurial.

## Интеграция с Windows
Опции пакета встроены в контекстное меню проводника.

## Работа с диалоговыми окнами
Вызов диалоговых окон (Clone, Commit, Settings и т. д.) осуществляется двумя возможными способами:
- с помощью контекстного меню в проводнике Windows и файловом менеджере Nautilus
- с помощью команды thg

Также осуществляется вывод информационных значков на иконках файлов (в Nautilus — эмблемы) для индикации состояния файла (TortoiseOverlays из проекта TortoiseSVN).

## Локализация
Программа полностью переведена только на русский язык.